# アッコの泣かしたろか!?
アッコの泣かしたろか!？（アッコのなかしたろか）は、1996年10月5日から1998年3月28日までテレビ朝日系で放送されたトーク番組。和田アキ子の冠番組。

## 放送時間
どちらもテレビ朝日の時間帯とする（出典：）。
| 放送期間   | 放送期間   | 放送時間（日本時間）       |
| ---------- | ---------- | -------------------------- |
| 1996.10.05 | 1997.09.27 | 土曜 23:00 - 23:28（28分） |
| 1997.10.04 | 1998.03.28 | 土曜 23:00 - 23:27（27分） |

- 全編ローカルセールス枠の番組のため、一部地域では非ネット。

## 概要
長期に渡って報道系番組が続いた、テレビ朝日土曜23時枠では、1980年3月終了の海外ドラマ『Dr.刑事クインシー』（第1シリーズ）以来16年ぶりの非報道系番組で、毎回和田アキ子とそのまんま東がゲストを招いて、トークを行っていた。

## 出演
- 和田アキ子
- そのまんま東（現：東国原英夫）（幹事）
- 川合俊一（和田家のお手伝い）
- 野々村真（和田家のお手伝い）

## スタッフ
- 構成：川崎良、わぐりたかし
- 技術：タワーテレビ（高木敏文）
- カメラ：木下秀夫
- VE：土田全厚
- VTR：山本豪雄
- LD：水野二夫
- MIX：高橋裕
- 美術：テレフィット（松崎純一）
- デザイン：村上恵
- 音効：有馬克己（ジャイロ　現 スカイウォーカー）
- TK：伊藤篤美
- 編集：門馬英行（ザ・チューブ）
- MA：黒羽靖志（ザ・チューブ）
- 音楽協力：テレビ朝日ミュージック
- スタジオ：TMC砧スタジオ
- 協力：ホリプロ
- 広報：上田めぐみ（テレビ朝日）
- AP：神尾育代（NCV）
- 演出：中嶋勉（NCV）、世良田佳男（NCV）
- プロデューサー：斎藤由雄（テレビ朝日）、寺本俊司（NCV）、原田浩司（NCV）
- 制作協力：NCV
- 制作著作：テレビ朝日

## 番組エンディングテーマ
- 「虚ろなリアル」PEARL
- 「愛なんて」秋吉契里
- 「NAKED LOVE AGAIN」松田樹利亜
- 「LOVE & FAKE」P.A.F